# Khotan Fernández
Khotan Fernández Tapajos, znany także jako Khotan (ur. 27 kwietnia 1979 w Meksyku) – meksykański aktor i model brazylijskiego pochodzenia.

## Życiorys
Urodził się w Meksyku jako syn brazylijskiej aktorki i piosenkarki Rozany Tapajos. Wychowywał się w Brazylii.
Swoją pracę rozpoczął jako model w Meksyku. Wystąpił w licznych reklamach i pojawił się w czasopismach takich jak „Vogue L´ Umo” (Włochy), „Vogue” (USA), „Circo” (Meksyk), „Atrevida” (Meksyk), „Sears Roebuck”, „Palacio de Hierro” i „Michael Domit”.
Pojawił się gościnnie w reality show Bohaterowie chwały VIP (Protagonistas de la fama VIP, 2004).
W telenoweli Miłość jak czekolada (Dame Chocolate, 2007) wystąpił jako pozornie uprzejmy, agresywny i ambitny Ángel Pérez, dziedzic prowincjonalnej miasteczkowej fabryki.
Spróbował swoich sił jako piosenkarz. Nagrał w Los Angeles płytę Horizonte de Sucesos (Horyzont zdarzeń), z której pochodzi piosenka „Olvidalo”.
Płynnie mówi w języku hiszpańskim, portugalskim i angielskim.

## Filmografia

### Filmy fabularne
- 2000: Zanim zapadnie noc (Before Night Falls) jako Młodzieniec z ptakiem
- 2000: Krwawy dowód (El Grito)
- 2002: Vale Todo jako Pablo
- 2008: Macumba jako Antonio
- 2008: El Cártel jako Caronte

### Filmy TV
- 2001: Primer amor... tres años después jako Romeo/José Crescencio Martínez

### Telenowele/seriale TV
- 1996: Wina (The Guilt)
- 1998: Paloma (Preciosa) jako Ransel
- 1998: Mi pequeña traviesa jako Mercurio
- 1999: Alma rebelde jako Valentino
- 1999: Amor gitano jako Humberto
- 2000: Mała księżniczka (Carita de ángel)
- 2001: Pierwsza miłość ... trzy lata po (Primer amor...a mil por hora) jako José Crescencio Martínez/Juan Romeo Montesinos
- 2002: To wszystko (Vale Tudo) jako Pablo
- 2003: Yo vendo unos ojos negros jako Alvaro Santos de Leon
- 2005: Encrucijada jako Sergio
- 2005: Al exito TV jako gospodarz
- 2006: Corazon Partido
- 2007: Ukradzione serca (Acorralada)
- 2007: Miłość jak czekolada (Dame Chocolate) jako Ángel Pérez
- 2008: Deseo prohibido jako David Ortega
- 2010: Perro Amor jako Rocky Pérez
- 2012: Royal Pains jako Rafa